# 阿雷纳斯
阿雷纳斯，是西班牙安达卢西亚自治区马拉加省的一个市镇。 总面积26平方公里，总人口1218人（2001年），人口密度47人/平方公里。